# 玉琳路街道
玉琳路街道，是中华人民共和国安徽省安庆市大观区下辖的一个乡镇级行政单位。

## 行政区划
玉琳路街道下辖以下地区：
滨江苑社区、龙门社区、太平寺社区、沿江社区和四眼井社区。